# Ed George
(en) Statistiques sur pro-football-reference
(en) Statistiques sur statscrew
Ed George (né en 1946) est un joueur américain de football canadien et de football américain, membre du Temple de la renommée du football canadien.

## Carrière
Né à Norfolk en Virginie, Ed George a fréquenté la E.C. Glass High School à Lynchburg (Virginie), puis a joué au football universitaire au Ferrum College (en) avant de transférer à l'université de Wake Forest pour laquelle il joue en 1968 et 1969. Au repêchage de la NFL de 1970, il est choisi  par les Steelers de Pittsburgh au 80e rang. Il préfère cependant se joindre aux Alouettes de Montréal de la Ligue canadienne de football. Il devient rapidement un pilier de la ligne offensive des Alouettes, méritant une nomination sur l'équipe d'étoiles de la division Est à chacune de ses cinq saisons (1970-1974), ainsi que sur l'équipe d'étoiles de la LCF pour les quatre dernières. Il est également récipiendaire du trophée Schenley comme meilleur joueur de ligne offensive de la LCF en 1974, en plus de remporter la coupe Grey avec les Alouettes en 1970 et 1974.
Durant la saison 1974, une dispute contractuelle éclate entre Ed George et la direction des Alouettes. George exigeait d'être compensé financièrement pour les deux parties ajoutées au calendrier de la LCF cette année-là (la saison passait de 14 à 16 matches). Aucune autre équipe canadienne n'a voulu acquérir le contrat de George, un des joueurs les mieux payés de la ligue.
En avril 1975, les Colts de Baltimore de la NFL acquièrent les droits sur George et celui-ci rejoint l'équipe pour la saison 1975. En septembre 1976, il passe aux Eagles de Philadelphie, avec lesquels il joue trois saisons, de 1976 à 1978. Puis il revient dans la LCF avec les Tiger-Cats de Hamilton et prend sa retraite en 1980.

## Après-carrière
Après sa carrière sportive, Ed George s'est orienté vers le monde des affaires. Il a dirigé l'agence de Manning-Napier Financial Advisors de Columbus en Ohio et il réside présentement à Scottsville en Virginie.

## Trophées et honneurs
- Équipe d'étoiles de la division Est : 1970 à 1974[8]
- Équipe d'étoiles de la Ligue canadienne de football : 1971 à 1974
- meilleur joueur de ligne offensive de la division Est : 1974
- Trophée Schenley du meilleur joueur de ligne offensive : 1974
- Intronisé au Temple de la renommée du football canadien en 2005[9].
- Nommé ancien de l'année (« distinguished alumni » ) du Ferrum College en 2006